# 러시아계 키르기스스탄인
러시아계 키르기스스탄인(러시아어:Русские в Киргизии, 키르기스어:Кыргызстандагы орустар)은 키르기스스탄에 거주하는 러시아인이며 키르기스스탄에서 세 번째로 인구가 많은 민족으로 2021년 기준 341,351명으로 전체의 5.14%를 차지했다.

## 같이 보기
- 러시아인
- 슬라브족
- 동슬라브족
- 키르기스스탄의 인구